# Veronica Mars
Veronica Mars è una serie televisiva statunitense creata da Rob Thomas andata in onda tra il 2004 e il 2007 sulla UPN (prime due stagioni), sulla The CW (terza stagione) e nel 2019 su Hulu (quarta stagione).
La protagonista della storia, Veronica Mars, è interpretata da Kristen Bell nel ruolo di una liceale che brilla come investigatrice privata, attività portata avanti prevalentemente nel tempo libero insieme a suo padre, ex-sceriffo di Neptune.
Si tratta di un mix di teen drama, commedia e giallo.
La prima stagione, acclamata dalla critica e composta da 22 episodi, ottenne una media di 2,5 milioni di telespettatori negli Stati Uniti. Veronica Mars apparve nelle liste dei migliori programmi televisivi di quell'autunno e si guadagnò numerosi premi e nomination. Durante la messa in onda della serie, venne candidata per due Satellite Awards, quattro Saturn Awards, cinque Teen Choice Awards e venne inserita nella lista AFI's Programs of the Year del 2005.
Il 16 maggio 2006 era stata confermata la terza stagione nel palinsesto dell'emittente americana The CW, network nato dalla fusione della UPN e la The WB; ma, a causa dell'incostanza negli ascolti, la nuova rete annunciò la cancellazione della serie un anno più tardi, il 17 maggio 2007.
I fan risposero mandando più di 10.000 barrette Mars alla The CW, sperando che il network cambiasse idea, ma ciò non avvenne. In seguito, Rob Thomas scrisse la sceneggiatura per un film tratto dalla serie, ma la Warner Bros. optò per non continuare il progetto fino al 2013, quando Thomas, Kristen Bell e i fan trovarono un modo di co-finanziare la produzione del film utilizzando il sito di raccolta fondi Kickstarter. L’obiettivo era di raggiungere 2 milioni di dollari, ma straordinariamente quella cifra fu superata già in meno di 24 ore. La somma complessiva raggiunta è stata di 5,7 milioni di dollari.
Nel settembre 2018, una quarta stagione di otto episodi è stata confermata da Hulu, ed è stata distribuita nella sua interezza il 19 luglio 2019.
In Italia, le prime tre stagioni della serie sono state trasmesse dal 12 aprile 2006 al 7 dicembre 2007 da Italia 1. La quarta stagione invece è andata in onda dal 31 marzo al 4 luglio 2020 su Premium Crime.

## Trama
(Veronica Mars)
Veronica Mars è una studentessa del liceo di Neptune, un'immaginaria cittadina sulla costa della California caratterizzata da un'atmosfera particolarmente classista, ed è la figlia del rispettato sceriffo del posto, Keith Mars. Quando la sua migliore amica Lilly Kane, sorella del suo fidanzato Duncan, viene uccisa, la sua vita cambia radicalmente. Suo padre viene messo a capo delle indagini, che però vengono interrotte quando un uomo, Abel Koontz, si costituisce dichiarandosi colpevole. Keith Mars viene deriso e obbligato a dimettersi dalla carica di sceriffo per aver accusato dell'omicidio il padre di Lilly, milionario della città e presidente della Kane Software. Veronica è costretta a scegliere tra suo padre e i suoi amici e finisce con l'essere emarginata dai suoi compagni di scuola. Sua madre non regge l'umiliazione e lascia la famiglia e la città, scappando all'improvviso. Costretto a trovarsi un nuovo lavoro, Keith apre un'agenzia investigativa, dove lavora insieme alla figlia.
La prima stagione è incentrata sullo sviluppo delle indagini riguardanti l'omicidio di Lilly Kane, su cui Veronica e il padre, non credendo alla versione di Koontz, continuano a investigare per conto loro, trovando infine le prove dell'innocenza di quest'ultimo e scovando il reale assassino.
La seconda stagione inizia con l'introduzione di due nuovi casi: un incidente di autobus che causa la morte di molti dei compagni di classe di Veronica, e la morte del motociclista membro della PCH gang, Felix Toombs. Logan attacca briga con Weevil e la PCHers e finisce con l'essere accusato di aver ucciso Felix. A metà della stagione, Weevil si convince dell'innocenza di Logan e fanno squadra per trovare il vero assassino. In questa stagione Veronica ha la possibilità di tornare alla sua vecchia vita, prima della morte di Lilly: dopo aver rotto con Logan durante l'estate si rifidanza con Duncan e, più o meno, viene accettata dagli 09. Intanto Wallace scopre che il suo padre biologico è vivo.
Nella terza stagione Veronica, Logan, Wallace, Mac e Dick si trasferiscono al college. Vengono introdotti due nuovi personaggi: Stosh "Piz" Piznarski e Parker Lee, che sono i rispettivi compagni di stanza di Wallace e Mac. Per tutta la terza stagione Veronica indaga sul caso dello stupratore seriale del campus, mistero iniziato nella seconda stagione. Parker diventa una vittima dello stupratore e Veronica, sentendosi in colpa per non averla aiutata e ricordando il suo stupro passato, si prefigge il compito di catturare il violentatore.
Nel promo di una possibile quarta stagione, che il creatore Rob Thomas girò sperando di riuscire a salvare la serie dalla cancellazione, Veronica sta iniziando il suo internato come giovane recluta dell'FBI.
La quarta stagione riprende dalla conclusione del film: Wallace è ora sposato e ha un figlio, Weevil lavora in officina ma è stato lasciato dalla moglie, Keith ha problemi di memoria a seguito dell'incidente, Logan è appena rientrato da una missione e Veronica lavora come investigatrice privata. La stagione si concentra sullo scoppio di alcune bombe nella cittadina di Neptune che portano il caos durante lo Spring Break. Vengono introdotti nuovi personaggi: Clyde, ex galeotto che lavora per Big Dick Casablanca al fine di ottenere i lotti vicino alla spiaggia per aprire un suo locale; Nicole, proprietaria del Comrade Quacks; Matty, figlia del proprietario del motel di Neptune.

## Episodi
| Stagione         | Episodi | Prima TV originale | Prima TV Italia |
| ---------------- | ------- | ------------------ | --------------- |
| Prima stagione   | 22      | 2004-2005          | 2006            |
| Seconda stagione | 22      | 2005-2006          | 2006            |
| Terza stagione   | 20      | 2006-2007          | 2007            |
| Quarta stagione  | 8       | 2019               | 2020            |

## Personaggi e interpreti
- Veronica Mars (stagioni 1-4), interpretata da Kristen Bell, doppiata da Valentina Mari.
È una studentessa del Neptune High e detective in erba. Aiuta il padre lavorando part time nell'agenzia Mars Investigation.
- Duncan Kane (stagioni 1-2), interpretato da Teddy Dunn, doppiato da Marco Vivio.
Era il fratello di Lilly e fidanzato di Veronica. La lascia quando scopre che lei potrebbe essere la sua sorellastra.
- Logan Echolls (stagioni 1-4), interpretato da Jason Dohring, doppiato da Stefano Crescentini (stagioni 1-3) e da Edoardo Stoppacciaro (stagione 4).
Era il fidanzato di Lilly e il migliore amico di Duncan.
- Wallace Fennel (stagioni 1-3, ricorrente stagione 4), interpretato da Percy Daggs III, doppiato da Simone Crisari.
Nuovo arrivato a Neptune, fa amicizia con Veronica, la prima da quando suo padre venne licenziato e la sua reputazione screditata.
- Mallory Dent (stagione 1), interpretata da Sydney Tamiia Poitier, doppiata da Claudia Catani.
La professoressa di giornalismo di Veronica alla Neptune High nella prima parte della prima stagione.
- Eli "Weevil" Navarro (stagioni 1-3, ricorrente stagione 4), interpretato da Francis Capra, doppiato da Paolo Vivio.
È il leader della gang di motociclisti PCH e amico di Veronica.
- Keith Mars (stagioni 1-4), interpretato da Enrico Colantoni, doppiato da Massimo Lodolo.
È il padre di Veronica. Ex sceriffo, ora è un detective privato.
- Dick Casablancas (stagioni 2-3, ricorrente stagioni 1, 4), interpretato da Ryan Hansen, doppiato da Gabriele Trentalance.
Primogenito della facoltosa famiglia dei Casablancas e bullo della scuola.
- Cassidy Casablancas (stagione 2, ricorrente stagione 1), interpretato da Kyle Gallner, doppiato da Leonardo Graziano.
È l'introverso fratello minore di Dick.
- Jackie Cook (stagione 2), interpretata da Tessa Thompson, doppiata da Perla Liberatori.
Figlia di un famoso giocatore di baseball e fidanzata di Wallace.
- Cindy "Mac" Mackenzie (stagione 3, ricorrente stagioni 1-2), interpretata da Tina Majorino, doppiata da Domitilla D'Amico.
È un genio del computer ed esperta hacker amica di Veronica.
- Don Lamb (stagione 3, ricorrente stagioni 1-2), interpretato da Michael Muhney, doppiato da Francesco Prando.
È il nuovo sceriffo, viene eletto dopo lo scandalo che porta al licenziamento del suo vecchio capo, Keith Mars.
- Parker Lee (stagione 3, guest star stagione 4), interpretata da Julie Gonzalo, doppiata da Monica Vulcano.
È l'estroversa compagna di stanza al college di Mac.
- Stosh "Piz" Piznarski (stagione 3), interpretato da Chris Lowell, doppiato da David Chevalier.
Compagno di stanza di Wallace al college e interesse amoroso di Veronica.

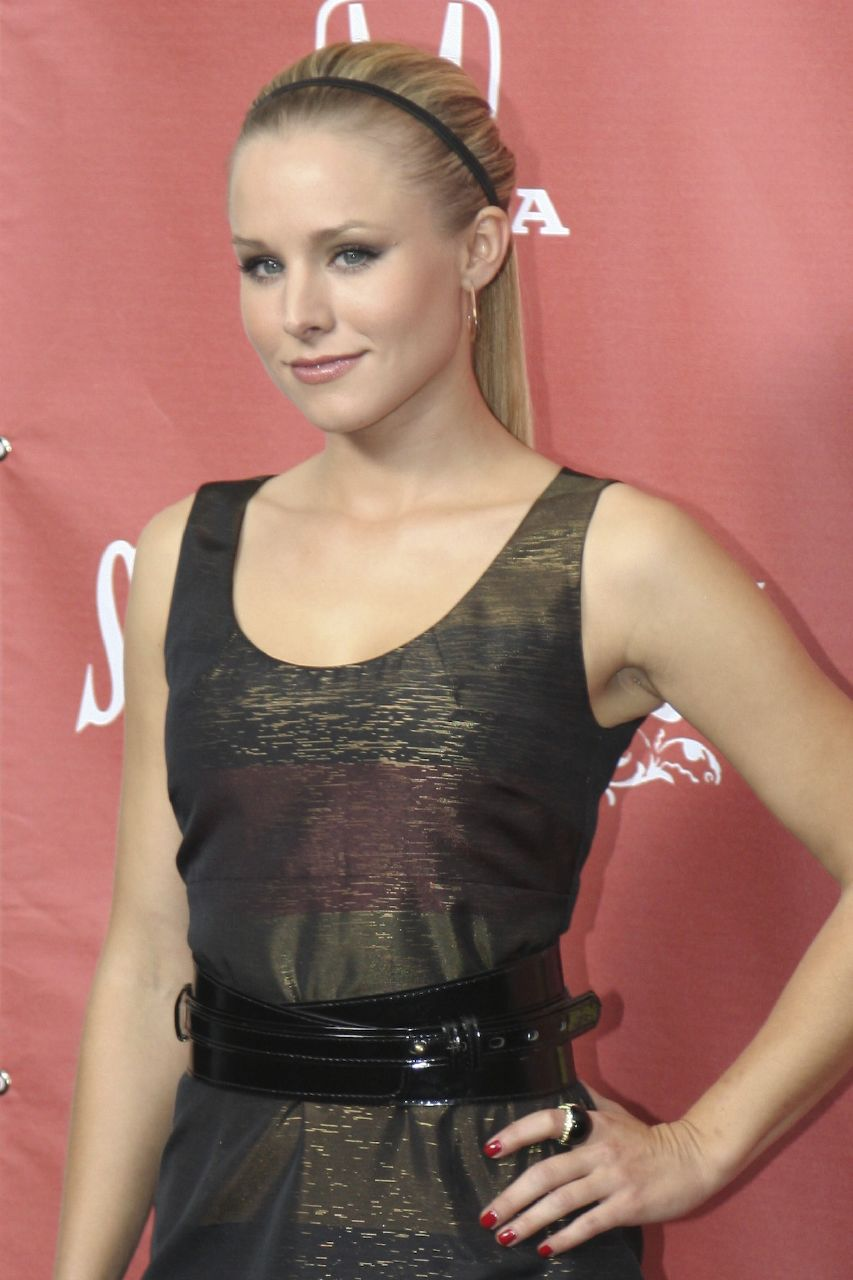
Kristen Bell interpreta Veronica Mars
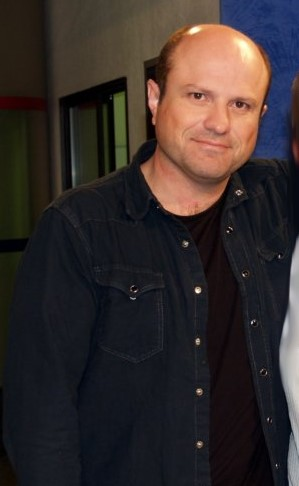
Enrico Colantoni interpreta Keith Mars
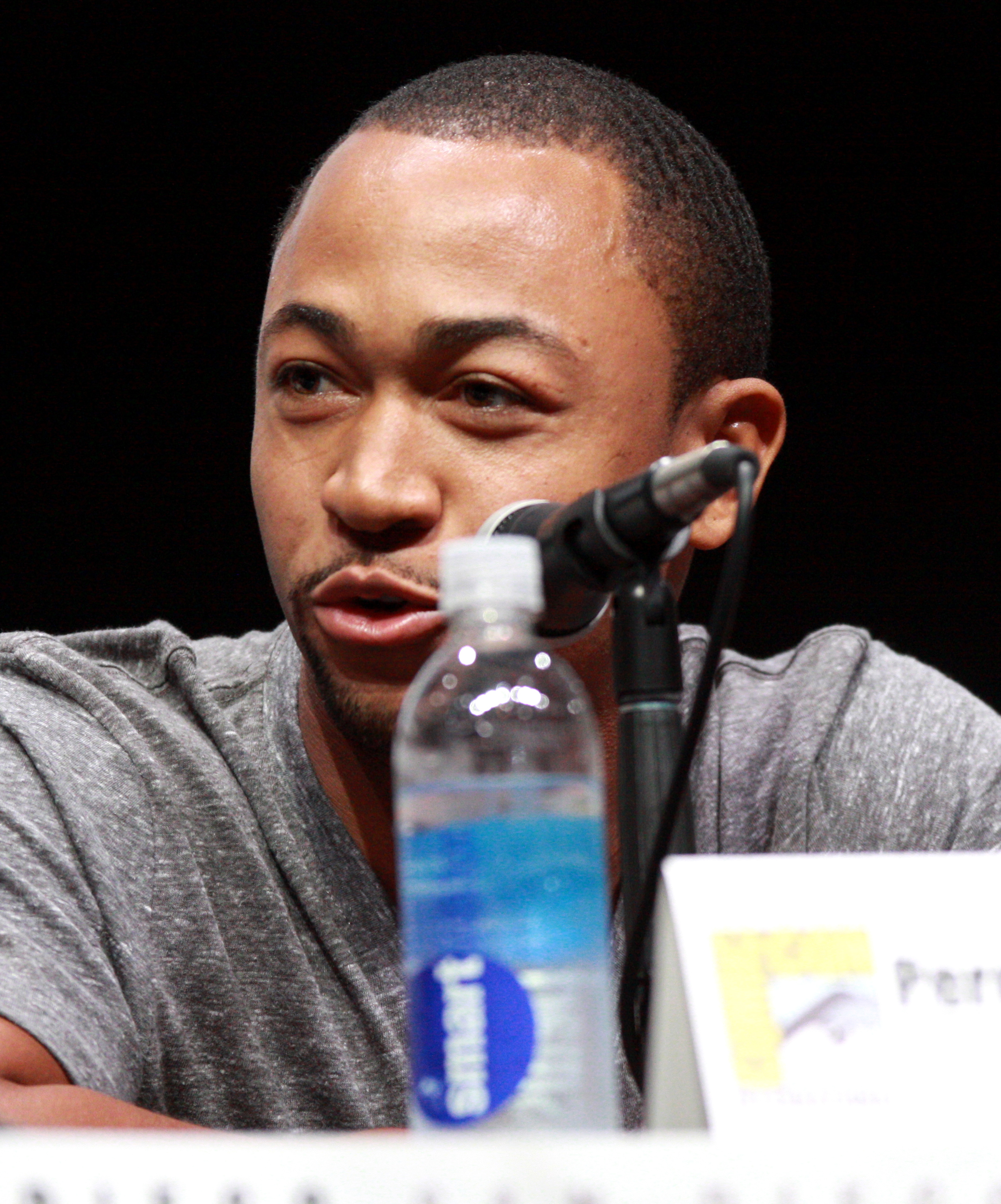
Percy Daggs III interpreta Wallace Fennel
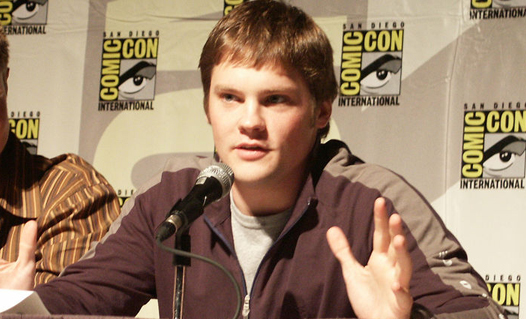
Teddy Dunn interpreta Duncan Kane
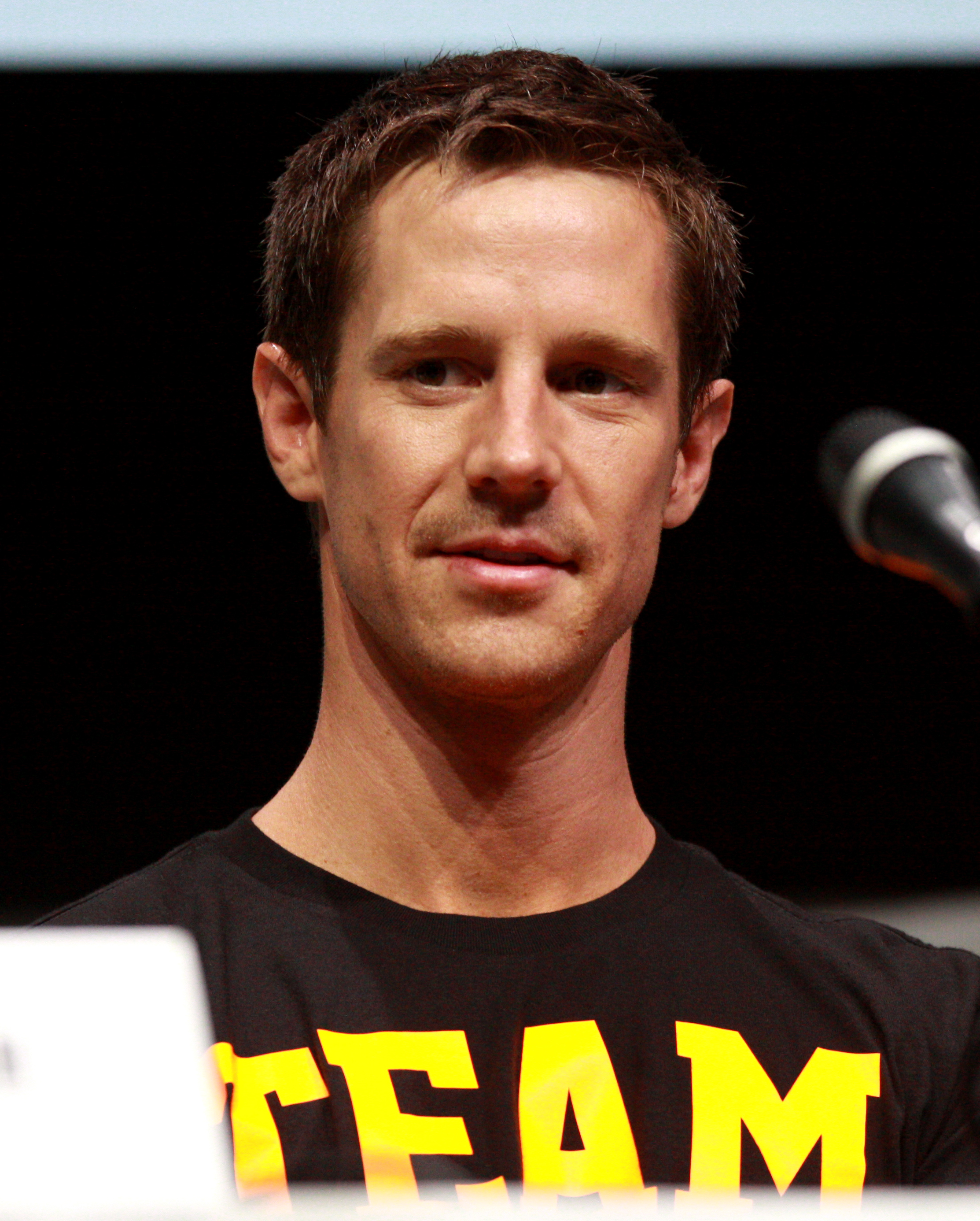
Jason Dohring interpreta Logan Echolls
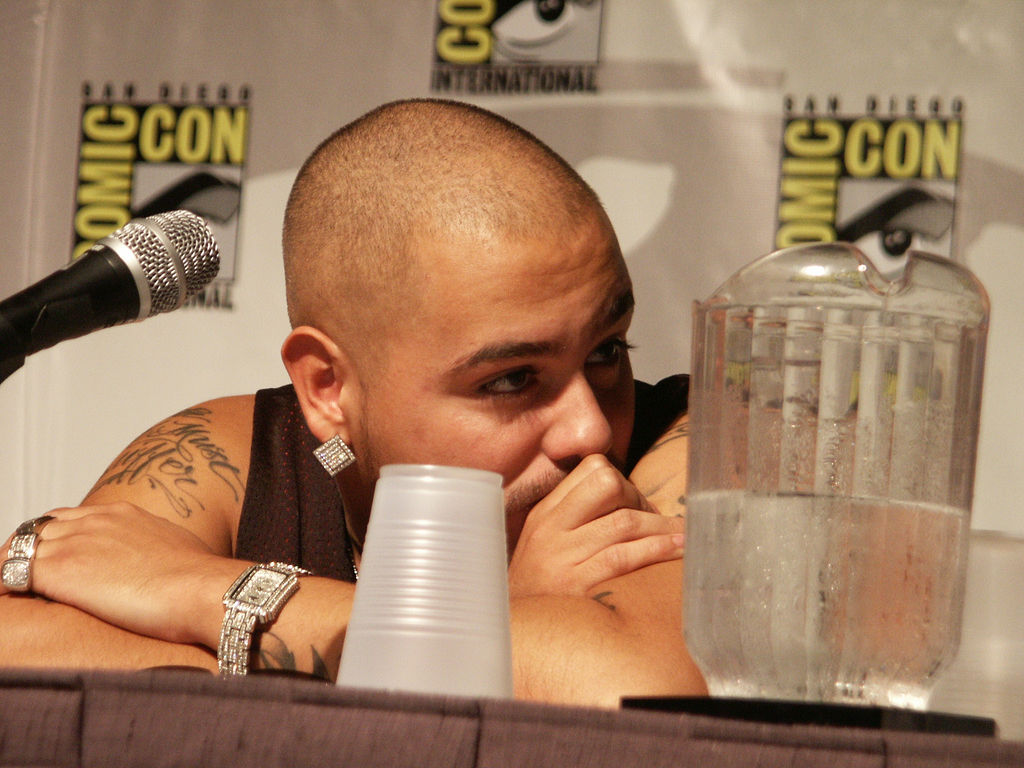
Francis Capra interpreta Eli "Weevill" Navarro
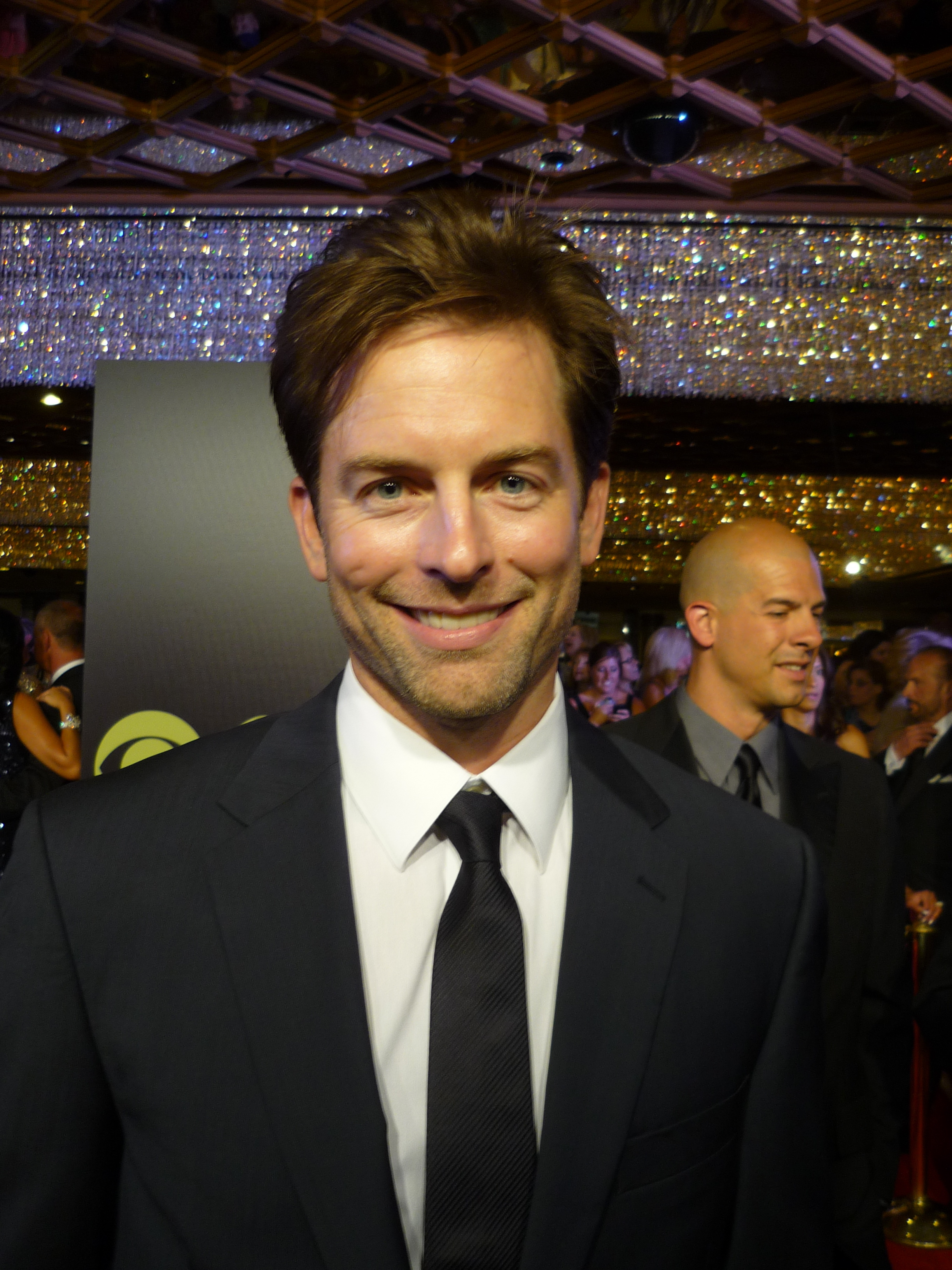
Michael Muhney interpreta Don Lamb
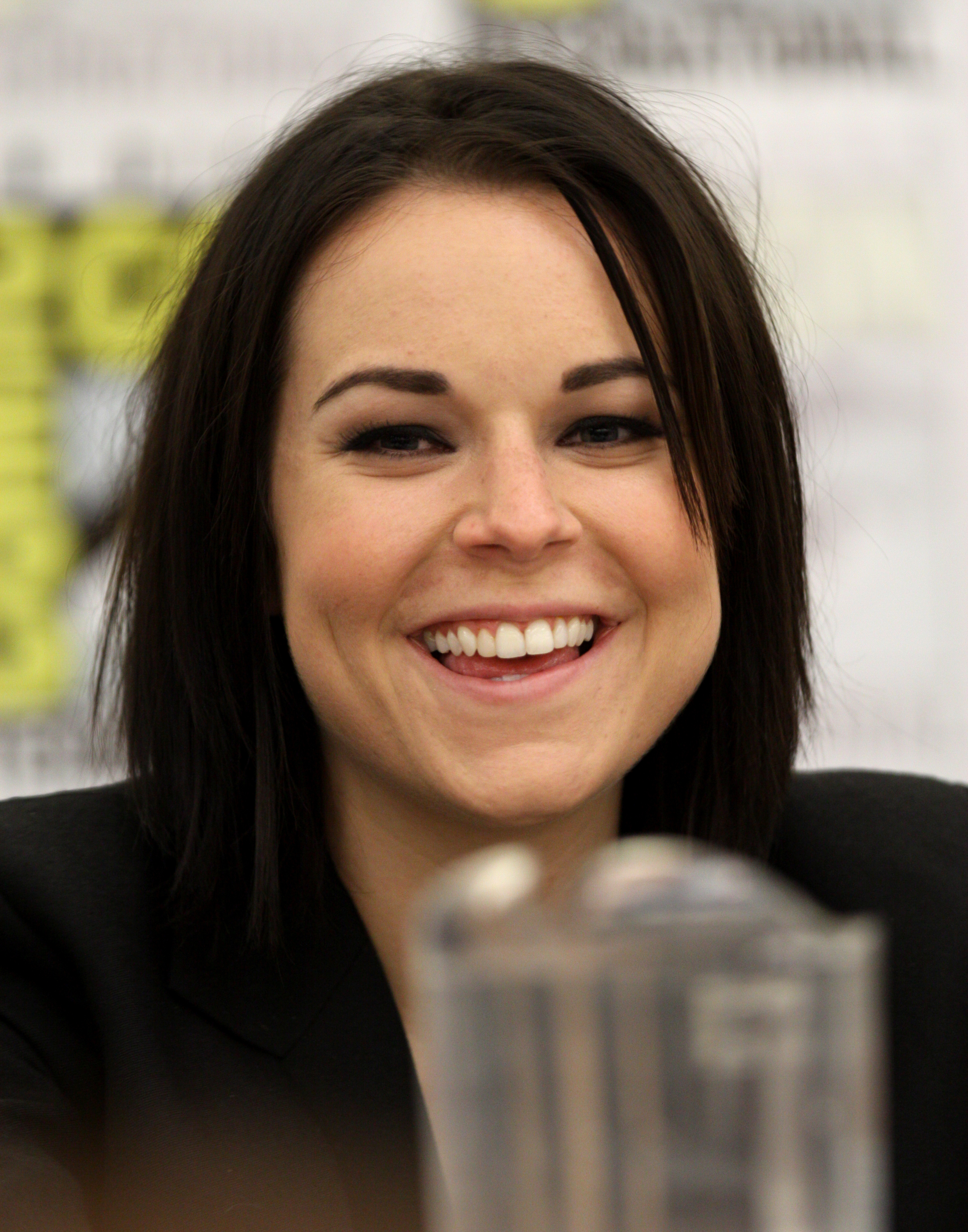
Tina Majorino interpreta Cindy Mackenzie
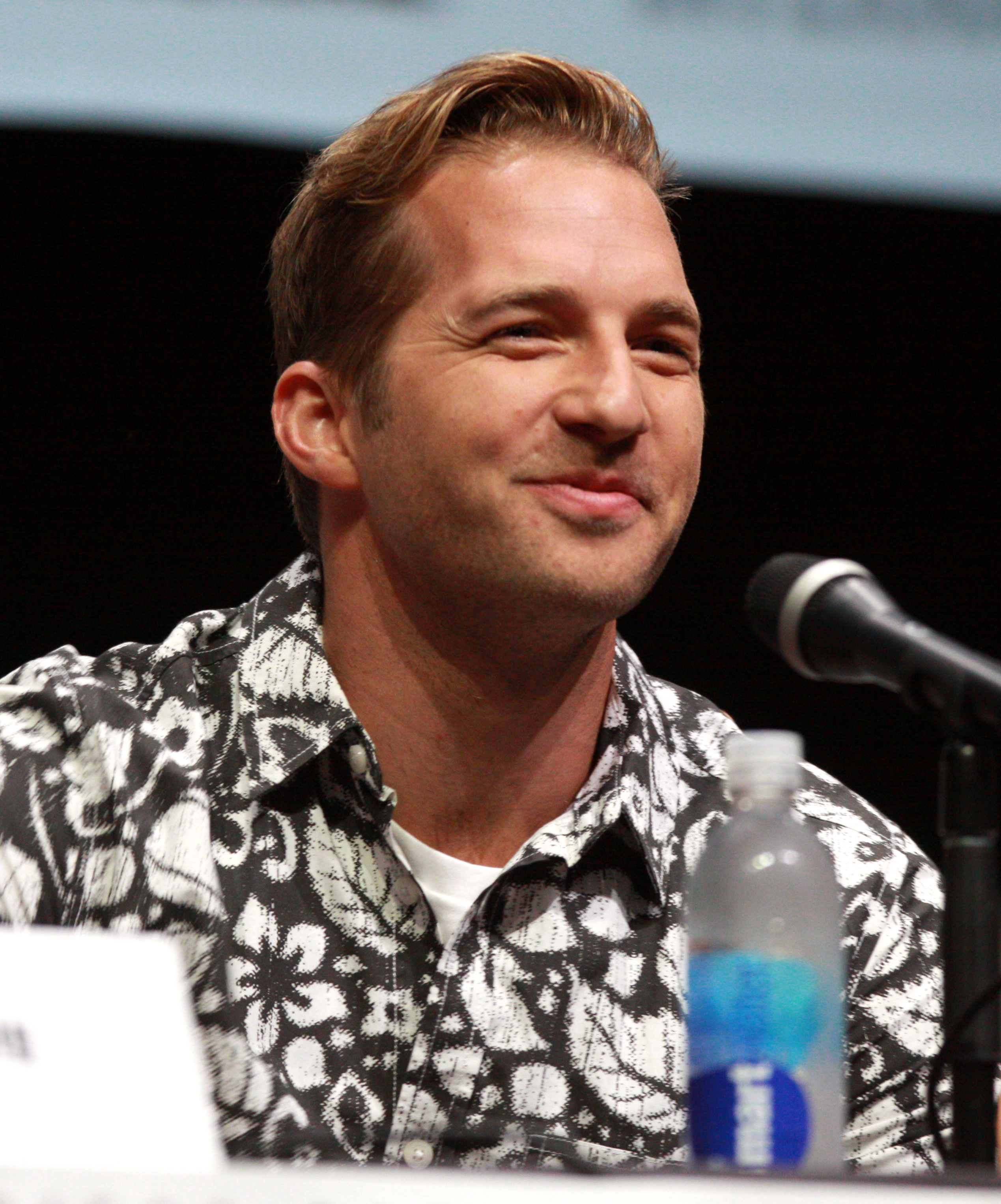
Ryan Hansen interpreta Dick Casablancas
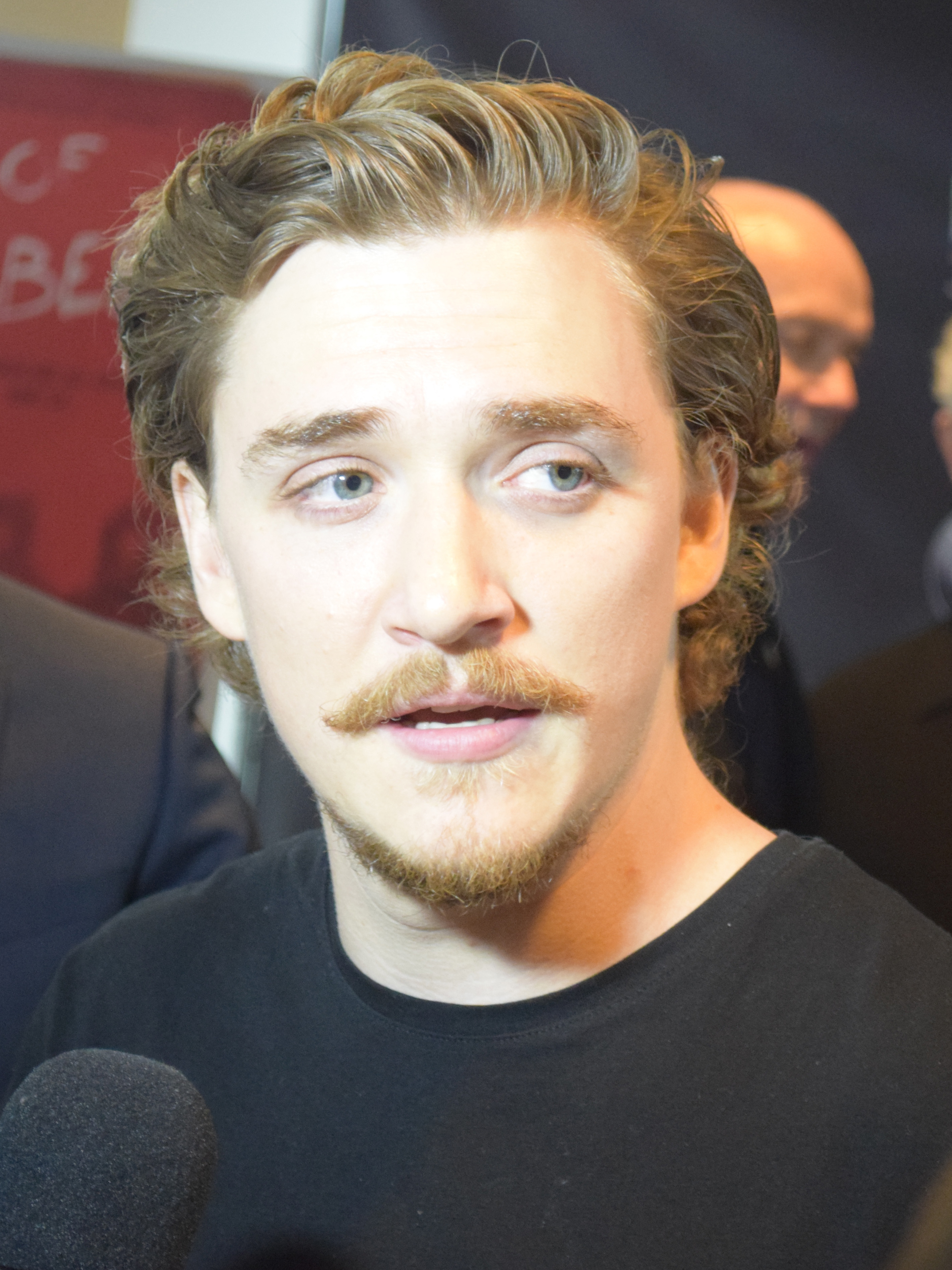
Kyle Gallner interpreta Cassidy Casablancas
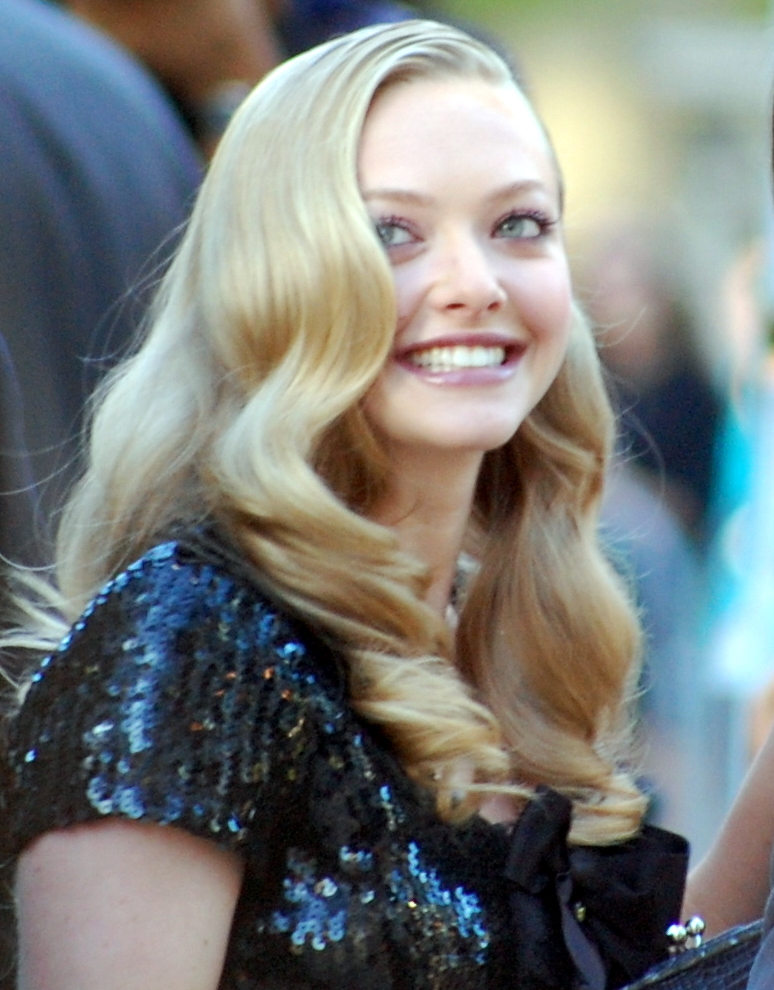
Amanda Seyfried interpreta Lilly Kane
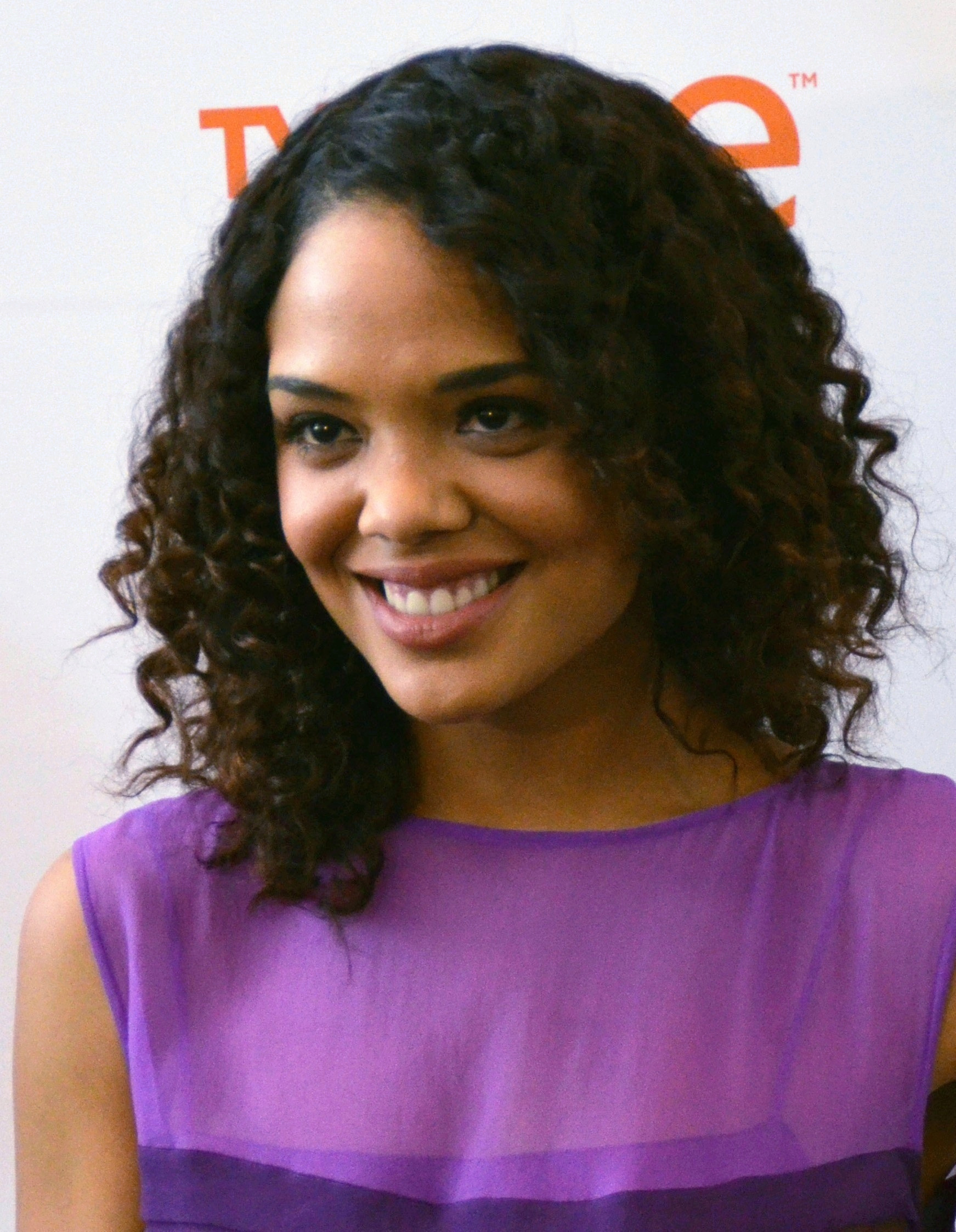
Tessa Thompson interpreta Jackie Cook
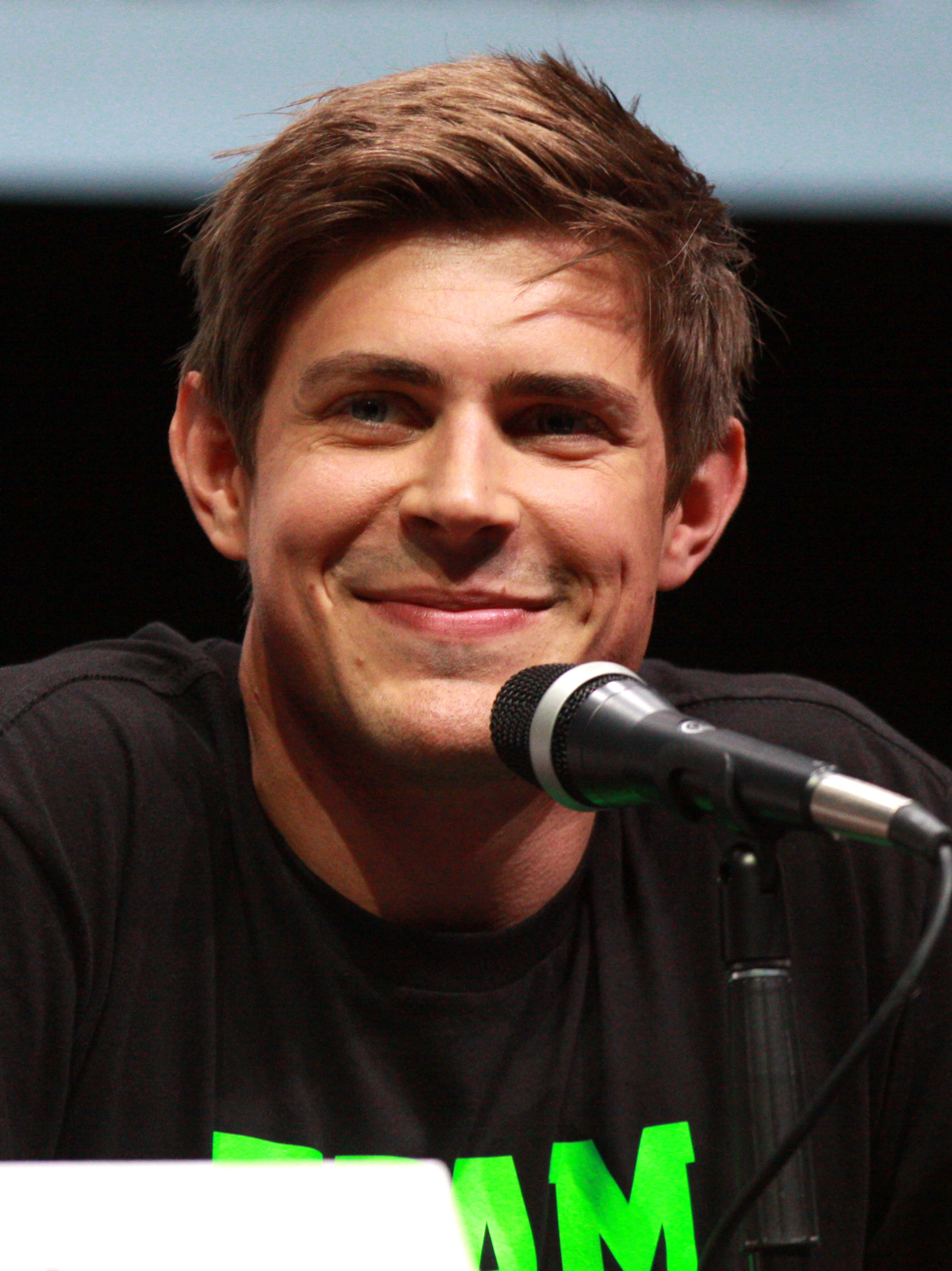
Chris Lowell interpreta Stosh "Piz" Piznarski
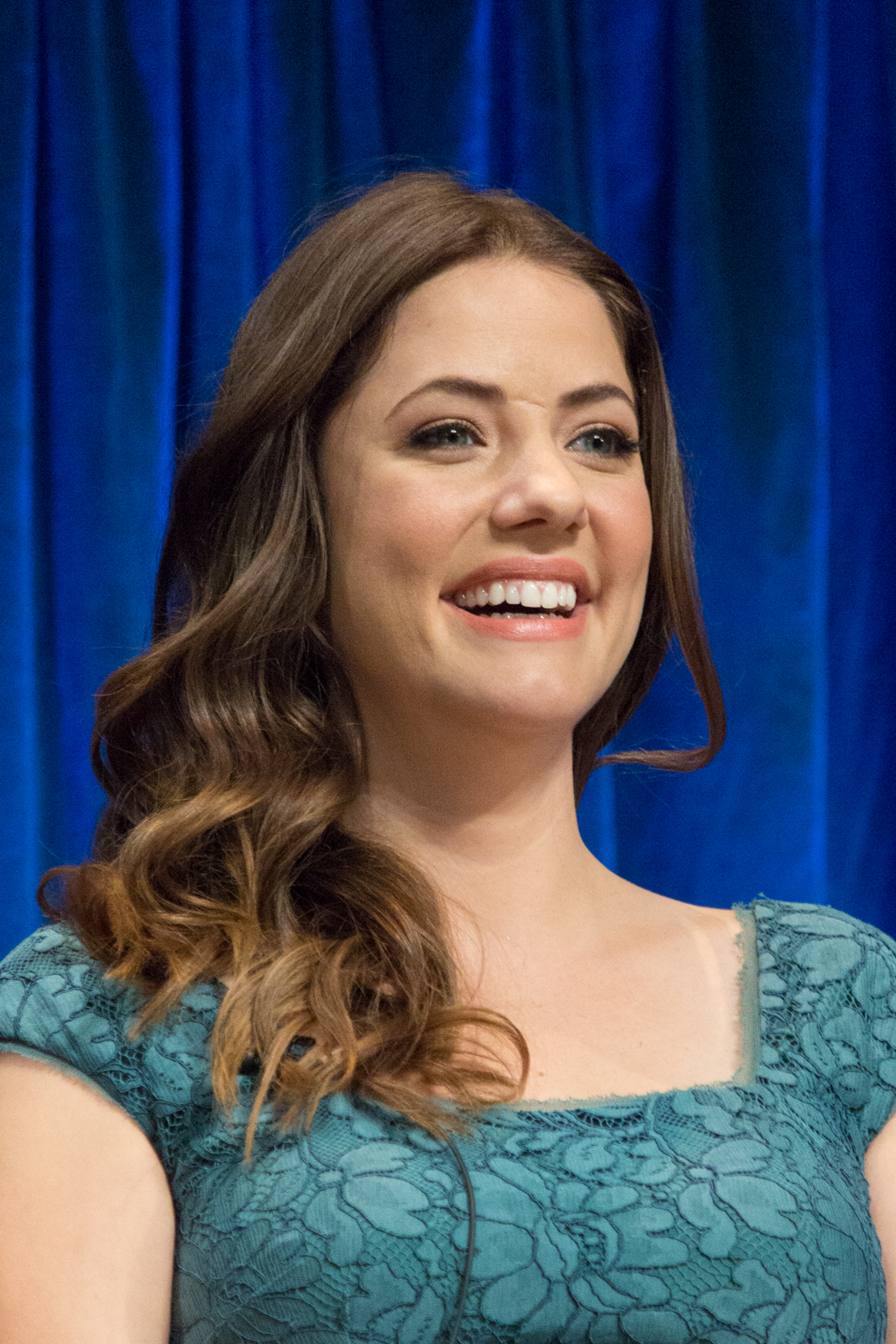
Julie Gonzalo interpreta Parker Lee

## Produzione

### Casting
Thomas inizialmente pensò ad un protagonista maschile per la serie; poi cambiò idea perché pensò che una storia noir raccontata da un punto di vista femminile sarebbe stata più interessante ed originale.
Kristen Bell venne scelta per interpretare Veronica Mars su oltre 500 ragazze che presero parte alle audizioni per il ruolo. Jason Dohring, che ha interpretato Logan Echolls, originariamente fece il provino per il ruolo di Duncan Kane. Teddy Dunn invece fece quello per Logan, ma finì per interpretare Duncan. A Dohring parve che la sua audizione per Duncan fosse "un po' dark", e gli venne detto dai produttori che "non era proprio giusta". I produttori gli chiesero di provare la parte di Logan ed in seguito a dei provini assieme alla Bell gli venne affidata la parte. Al tempo dell'audizione di Dohring per il ruolo di Logan, il personaggio era destinato a comparire solo come guest star nel pilot, ma il modo in cui l'attore recitò insieme a Kristen fece cambiare idea ai produttori. Percy Daggs III fece le audizioni due volte prima di essere preso come interprete di Wallace Fennel.
Rob Thomas descrisse Amanda Seyfried, che interpretò la defunta Lilly Kane, come "la miglior sorpresa dell'anno". Durante il casting dei personaggi regolari, ebbe modo di vedere tutti i migliori attori della città, la maggior parte dei quali per il motivo di voler diventare un personaggio principale della serie. Ma durante il casting di Lilly Kane, che avrebbe dovuto apparire solo ogni tanto come "la ragazza morta", Thomas non si trovò davanti allo stesso livello recitativo. Eppure disse che la Seyfried era "almeno 100 volte migliore rispetto a chiunque abbiamo visto, era semplicemente spettacolare". Andava così bene per la serie che l'attrice venne ingaggiata per comparire tre o quattro volte in più rispetto a quello inizialmente previsto.
Nella serie sono presenti numerosi cameo come quelli di Paul Rudd, Michael Cera, Aaron Paul, Dianna Agron e Jane Lynch. Courtney Taylor appare nel terzo episodio della seconda stagione e lui è l'autore della sigla "We Used to Be Friends" e si esibisce cantando "Love Hurts", Britt Daniel invece si esibisce in "Veronica" di Elvis Costello.

### Ambientazione e riprese
La serie televisiva è ambientata nella fittizia cittadina di Neptune, situata nell'altrettanto fittizia contea di Balboa, vicino all'esistente contea di San Diego, in California. Neptune è collocata sulla West Coast, tra San Diego e Los Angeles, lungo la Pacific Coast Highway. È probabile che sia più vicina a San Diego e che si trovi quindi vicino al confine con il Messico, come si può dedurre dalla vicinanza con la città di Tijuana.
Le scene ambientate a Neptune sono di solito riprese nella contea di San Diego: gli esterni del residence dei Mars si possono trovare a For Point Loma, mentre gli esterni della Mars Investigations sono ripresi sulla Adams Avenue in Normal Heights. La San Diego State University ha inoltre ispirato l'Hearst College, frequentato dalla protagonista nella terza stagione. Gli esterni del Neptune Grand, hotel di lusso di Neptune, sono ripresi all'Hyatt Regency. Il 90909, codice di avviamento postale che dà il nome alla comunità benestante di Neptune, è simile ai reali codici californiani (che iniziano appunto per 90, 91 o 92).

### Il film
Il 13 marzo 2013, Rob Thomas e Kristen Bell, hanno lanciato un progetto di raccolta fondi tramite la piattaforma Kickstarter per la produzione di un film tratto dalla serie. L'obiettivo consisteva nel raggiungere i 2 milioni di dollari grazie alle donazioni dei fan; raggiunta questa cifra, la Warner Bros. avrebbe acconsentito alla produzione e alla distribuzione del film. Dopo sole 20 ore dall'inizio delle donazioni si raggiunsero oltre i 2 milioni di dollari necessari e alla chiusura delle donazioni sono stati raccolti 5.702.153 dollari. Le riprese del film sono iniziate il 17 giugno 2013, mentre l'uscita nelle sale è avvenuta il 14 marzo 2014.

## Colonna sonora
La colonna sonora principale del telefilm è We Used to Be Friends dei The Dandy Warhols. Il compositore della musica, Josh Kramon, ha scritto la maggior parte delle musiche del sottofondo televisivo. La musica, differente da quella solita composta per la televisione, è realizzata in modo da focalizzare l'attenzione sulle scene più importanti, tipico elemento del genere noir. Il CD, lanciato negli Stati Uniti il 27 settembre 2005 ed in Italia il 9 aprile 2006, contiene quattordici tracce.
1. The Dandy Warhols - We Used to Be Friends
2. Mike Doughty - I hear the bells
3. Tegan & Sara - I know I know I know
4. Spoon - I turn my camera on
5. The Faders - No sleep tonight
6. Stereophonics - Dakota
7. Sway - The Perishers
8. Delays - Long time coming
9. The Format - On your porch
10. Ivy - Ocean city girls
11. Something Happens - Momentary thing
12. 46bliss - The way you are
13. Adrienne Pierce - Lost & Found
14. Cotton Mather - Lily dreams on

## Accoglienza

### Critica
Nonostante non fosse un vero e proprio successo di ascolti in patria, la serie fu un successo di critica per la sua prima stagione. Commenti positivi arrivarono da Robert Abele di LA Weekly, Paige Wiser del Chicago Sun Times, Joyce Millman del Phoenix, Joy Press di The Village Voice. James Poniewozik del Time la definì come uno dei sei migliori drama della televisione. Kay McFadden di The Seattle Times la considerò la miglior nuova serie del canale UPN e la paragonò ad Alias negli atteggiamenti e a The O.C. per quanto riguarda la coscienza di classe sociale.. Veronica Mars venne accolta positivamente anche da altri autori, tra cui Stephen King. Joss Whedon, che apparve come guest star in un episodio della seconda stagione, disse che si trattava del "Miglior show di sempre", mentre Kevin Smith, che comparve anche lui in un episodio, affermò che "Veronica Mars è la prova che la TV può fare molto meglio del cinema". Nonostante fosse un successo di critica durante la sua messa in onda, pareri non completamente positivi cominciarono ad emergere durante la terza serie, più dark rispetto alle prime due. La serie, comunque, apparve in numerose liste dei migliori programmi televisivi.. Nel 2005 venne inserita nella lista dei programmi dell'anno dell'America Film Institute e nelle liste di The Village Voice, Chicago Tribune e People Weekly. Venne nominata al quarto posto tra le serie rinnovate dal Time e la sesta miglior serie da Entertainment Weekly e USA Today. Nel 2008, la rivista inglese Empire classificò Veronica Mars al numero 48 nella sua lista delle 50 migliori serie TV di tutti i tempi. L'Empire nominò il finale della seconda stagione, "Nessuna Foto", il miglior episodio della serie. Nel 2010, Kristin Dos Santos di E! classificò Veronica Mars al numero 8 della sua lista delle "migliori serie TV degli ultimi 20 anni".

## Edizioni home video
I DVD di Veronica Mars sono usciti in: Stati Uniti, Canada, Germania, Spagna e Francia. In Italia la prima e la seconda stagione sono state pubblicate dalla Warner Italia nel 2008, mentre i DVD della terza stagione non sono ancora stati messi in commercio a causa delle censure portate da Italia 1. In Australia erano pronti per uscire nel 2006, ma, a causa di problemi con i diritti sulla colonna sonora, l'uscita è stata rimandata.

## Edizione italiana
Il doppiaggio italiano di Veronica Mars presenta alcune differenze nell'adattamento rispetto all'originale in alcuni episodi. La serie è colma di omaggi e citazioni di altre opere; nella versione italiana queste citazioni sono state sostituite con riferimenti a opere simili più conosciute in Italia; in taluni casi è stato necessario eliminarle del tutto.
Numerose parolacce e espressioni colorite sono state edulcorate con termini meno volgari nell'edizione italiana.
I dialoghi in alcuni casi presentano errori di traduzione e in altri casi frasi differenti dal significato originale. Un errore di traduzione nel primo episodio portò al cambio del nome originale del cane di Veronica, chiamato Backup, nella versione italiana il nome del cane fu erroneamente interpretato come un termine e non come nome. In un altro episodio Veronica in originale chiama il cane "buddy" che in inglese significa "cucciolo", gli adattatori italiani confusero il termine affettuoso come se fosse il nome, così nell'episodio e anche in seguito il cane verrà chiamato Buddy nel doppiaggio italiano.
Nell'episodio Il nuovo presidente, durante la campagna elettorale per la scelta del nuovo presidente del consiglio studentesco, la candidata Wanda (una vecchia amica di Veronica) viene denigrata col termine "narc" in riferimento all'agenzia federale antidroga, intesa anche come "narcotici" e che indica, in generale, chi fa la spia alla polizia. In lingua originale viene fatto esplicito riferimento a come Wanda sia una "spia della narcotici", avendo per l'appunto segnalato alcuni studenti della Neptune High School per salvaguardare la sua fedina penale. Nell'adattamento italiano il termine "spia" non viene menzionato e Wanda viene chiamata semplicemente "narcotica", lasciando intendere che faccia uso di droghe. Quest'errore nell'adattamento rende difficile la comprensione dell'episodio, non essendo chiaro perché Veronica metta fine all'amicizia con Wanda.
La terza stagione, durante la sua prima messa in onda su Italia 1, è stata pesantemente censurata per via della trasmissione pomeridiana in fascia protetta, in particolare l'episodio Notte da incubo; la stagione è però andata in onda in edizione integrale e senza censure durante le repliche sul canale digitale Mya e, in chiaro, sulle reti La 5 e Rai 4. Nonostante questo, l'uscita in dvd della stagione non è mai stata prodotta.